# Camponotus perrisii
Camponotus perrisii é uma espécie de inseto do gênero Camponotus, pertencente à família Formicidae.